# إقليم الأطلسي الأوسط
إقليم الأطلسي الأوسط يضم هذا الإقليم ثلاث ولايات هي : نيويورك وعاصمتها مدينة ألباني، ونيوجيرزي وعاصمتها مدينة ترنتن وبنسلفانيا وعاصمتها هاريسبورج، وتعتبر ولاياته ضمن النواة الأولي التي كونت اتحاد الولايات المتحدة فولايتا نيوجرسي وبنسلفانيا دخلتا الاتحاد سنة (1202 هـ - 1787 ) ، ومساحة هذا الإقليم 9733 ميلا مربعاً، (266,109 ) كم، وجملة سكانة في سنة (1408 هـ -1988م ) ، (37,631,000 ) نسمة، وتقدر الكثافة العامة بحوالي 150 نسمة للكيلو متر المربع وهي من أعلى المناطق كثافة بالولايات المتحدة .

## الموقع
ضمن شمالي شرقي الولايات المتحدة يطل على المحيط الأطلنطي من الشرق، وتحده كندا من الشمال والشمال الغربي، وولايتا فرمونت وكونتيكت من الشرق، وولاية أوهايو من الغرب وولايات وست فرجينيا ، وديلوير، وماريلاند من الجنوب .

## الأرض
تتشابه إلى حد كبير مع أرض إقليم نيو إنجلاند ، فالقطاعات التضاريسية واحدة، تبدأ من الشرق بسهول ساحلية تتسع نحو الجنوب، تنساب إليها أنهار قصيرة سريعة الجريان، تفرغ مياهها في الأطلنطي، أبرزها نهر هودسن ويشكل ممراً هاماً يربط حوض ونهر سانت لورنس والبحيرات العظمي بنيويورك على الاطلنطي، ثم تسير السهول نحو الغرب إلى هضبة بدمنت، وترتفع هذه بدورها نحو الغرب فتندمج في جبال الأبلاش، وقد ساعد وفرة الخلجان الساحلية عند مصبات الأنهار على قيام الموانيء الكبري مثل نيويورك وبنسلفانيا ثم تنحدر تدريجياً نحو الشمال الغربي.

## المناخ
يسوده مناخ قاري رطب، متشابهة مع مناخ نيوانجلاند ويوصف بالصيف الدافيء، حيث تغزوه تيارات هوائية مدارية قادمة من الجنوب، أما الشتاء فبارد بسبب غزو الكتل القطبية للمنطقة، والأمطار صيفية غزيرة، وتصيبه أمطار غير أنها أقل من الصيفية . أما النبات الطبيعي فيمثل في الغابات النفضية والمخروطية .

## السكان
سكان هذا الإقليم 37,6 مليون نسمة، ويعتبر من أعلى مناطق الولايات المتحدة كثافة، وتضم ولاية نيويورك وحدها في سنة (1400 هـ -1980 م ) ، (17,900,988 ) نسمة منهم (13,969,146) من البيض و(2,031,842 )من الزنوج، وسكان ولاية نيوجرسي في 1408 هـ -1988 م (7,712,000 ) منهم (6,897,000 ) من البيض و(924,000 ) من الزنوج الأمريكين، وتضم ولاية بنسلفانيا في سنة 1408 هـ - 1988 م (12,000,000 ) نسمة من هؤلاء ( 11,000,000) من البيض و(1,000,000) من الزنوج الأمريكين، وبهذا يضم الإقليم حوالي 4 ملايين نسمة من الزنوج الأمريكيين، وهؤلاء يعتبرو مصدراً هاماً لنشاط الدعوة الإسلامية .

## النشاط البشري
وتتمثل الأنشطة البشرية في الثروة المعدنية، وتربية قطعان الماشية والأغنام، والزراعة والصناعة، وأهم الحاصلات الذرة والقمح والشعير والعنب والخوخ، وولاية نيويورك ثانية الولايات في إنتاج التفاح، هذا إلى جانب العديد من الخضر والبنجر السكري . وأهم الصناعات هي المعادن، والصناعات الكيميائية، صناعة الملابس والجلود، والمواد الغذائية، والآلات، والالكترونيات، وآلات الطباعة والورق .

## أهم المدن
- مدينة نيويورك أكبر مدن هذا الإقليم بل أكبر مدن الولايات المتحدة . وعدد سكانها في سنة 1391هـ -1971 م ( 11,895,563 ) وعدد سكان ضواحيها (11,571,899 ) وشكل إحصاء 1980 تناقصاً في عدد السكان حوالي (7,071,030 ) .
- فلادلفيا في ولاية بنسلفانيا وعدد سكانها في سنة 1400هـ - 1980 م وصل إلى (1,688,210 ) وعدد السكان في تناقص، ومن أبرز مدن هذا القطاع بتسبرج في ولاية بنسلفانيا، وبافلوفي ولاية نيويورك، ونيوارك في ولاية نيوجرسي، ثم شستر قي ولاية نيوجرسي ومدينة جرسي في ولاية نيوجرسي أيضاً .ويضم هذا الإقليم أكبر تجمع من الجالية المسلمة بالولايات المتحدة وقدر عددهم في سنة (1408هـ -1988 م ) بأكثر من نصف مليون وهم من العرب خصوصاً اللبنانيين، والسوريين والفلسطينيين، والإيرانيين، والباكستانيين، والهنود ومسلمون من دول شرقي أوروبا والبحر الكاريبي هذا بلإضافة إلى الأفارقة الأمريكيين (البلاليون).

## معرض صور

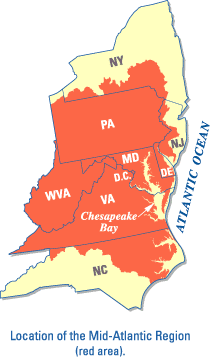
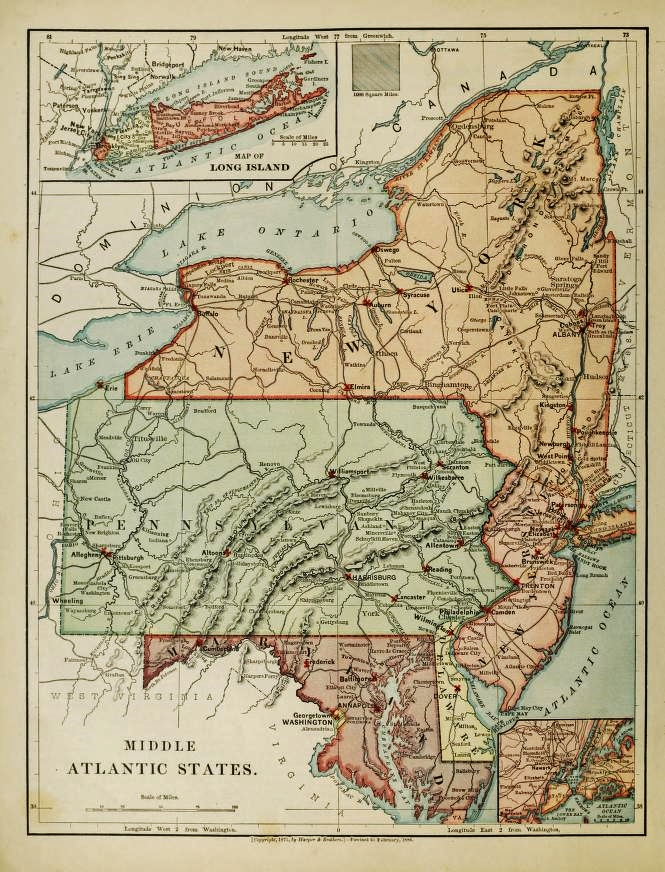
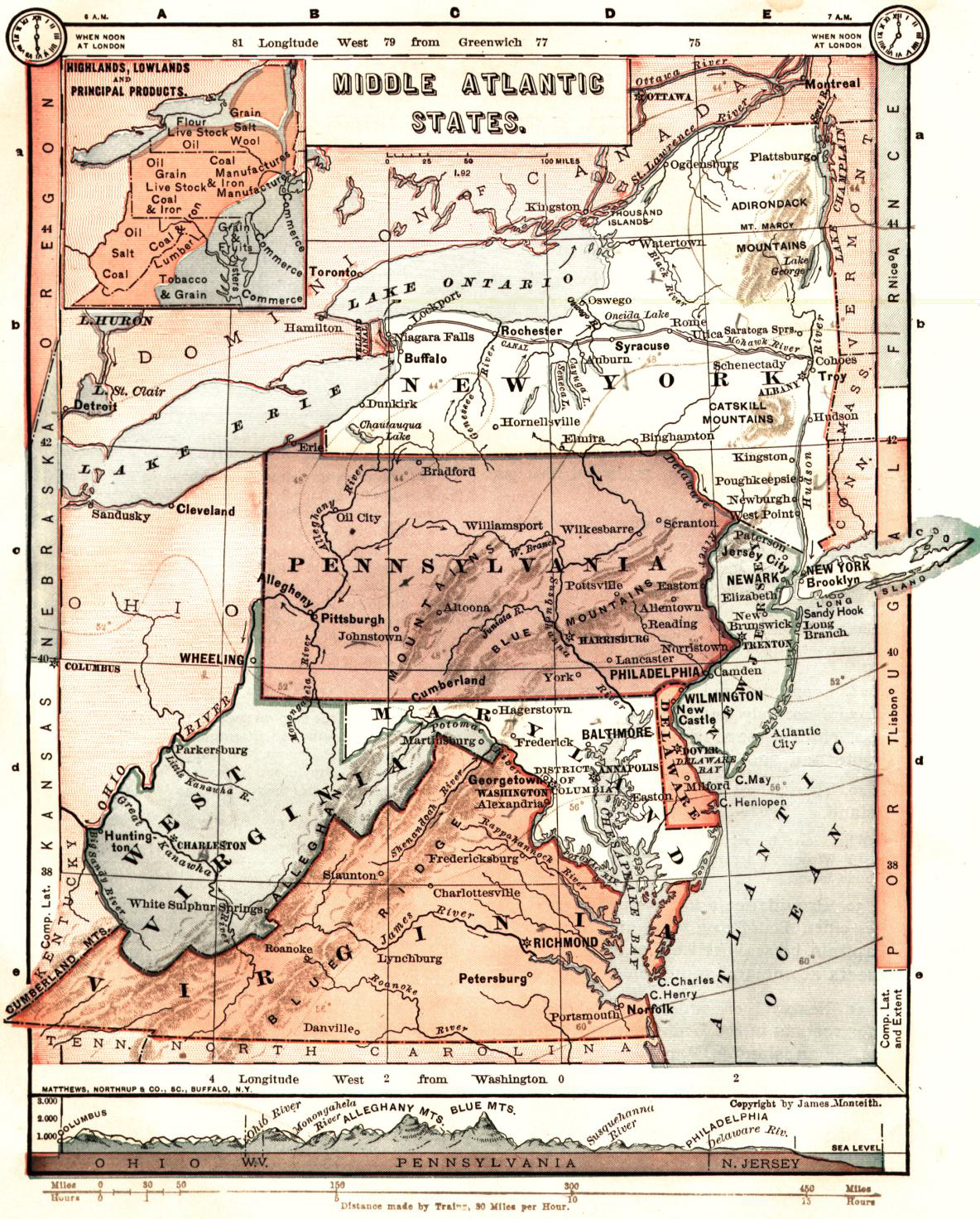